# Adolf Pfleiderer
Gustav Adolf Pfleiderer (* 10. September 1877 in Heilbronn; † 20. September 1957 in Großpertholz) war ein deutscher Unternehmer.

## Werdegang
Pfleiderer kam als Sohn des Holzhändlers Gustav Adolf Pfleiderer (1845–1896) zur Welt. Sein Vater hatte 1894 in Heilbronn die G.A. Pfleiderer Langholzhandlung (GAP) gegründet, in die Adolf nach dem Besuch des Abendgymnasiums und einer Kolonialwarenhändlerlehre 1895 eintrat. Nach dem frühen Tod des Vaters übernahm er, ab 1898 gemeinsam mit seinem jüngeren Bruder Paul Otto Pfleiderer (1880–1960), die Leitung des Unternehmens. 1899/1900 war er Einjährigenfreiwilliger beim Dragonerregiment Nr. 26 in Stuttgart. 
1910 heiratete er Mathilde Großmann aus Wiesbaden, aus der Verbindung gingen fünf Kinder hervor. 1922 erwarb Pfleiderer eine Villa in der Lerchenstraße 79 in Heilbronn. Er war Mitglied der Handelskammer, stellvertretender Handelsrichter am Landgericht Heilbronn und Vorstand der Großhandels- und Lagereiberufsgenossenschaft.
Nach dem Ersten Weltkrieg verlagerten die Brüder Pfleiderer das Geschäftsfeld hin zur industriellen Erzeugung von Holzprodukten, wofür sie ein neues Werk in Neumarkt in der Oberpfalz gründeten. Sie erwarben auch zahlreiche Beteiligungen an anderen Firmen, darunter eine Papierfabrik in Teisnach und ein Dampfsägewerk in Großpertholz. Nach der Zerstörung des Zentrallagers und der starken Beschädigung des Privathauses von Paul Otto Pfleiderer durch die Bombenangriffe am 4. Dezember 1944 wurde auch das Zentralbüro nach Neumarkt i.d.OPf. verlegt, wo das Unternehmen schon seit 1931 seinen Sitz hatte.

## Ehrungen
- Ehrenbürger von Teisnach
- Ehrenbürger von Karlstift
- Ehrenbürger von Großpertholz
- Verdienstkreuz 1. Klasse der Bundesrepublik Deutschland